# Maurice Beublet
Maurice Beublet  (* 8. März 1904 in Braine-le-Comte; † 28. Juli 1943 in Berlin-Plötzensee)  war ein Widerstandskämpfer der Roten Kapelle.

## Leben
Maurice Beublet war Mitglied der Kommunistischen Partei Belgiens und als Anwalt in der Internationalen Roten Hilfe tätig.
Am 13. Januar 1941 wurde Beublet juristischer Berater der Handelsfirma SIMEXCO (Société importation exportation) in Brüssel. Über diese Tarnfirma wurden durch Handelspartner wie die Organisation Todt Informationen über die deutschen Kriegsplanungen gesammelt. Diese wurden an den sowjetischen militärischen Nachrichtendienst Glawnoje Raswedywatelnoje Uprawlenije übermittelt. 
Am 4. Dezember 1942 wurde Maurice Beublet in Brüssel verhaftet und im Gefängnis Saint-Gilles inhaftiert.